# Orobanche rigens
Orobanche rigens là loài thực vật có hoa thuộc họ Cỏ chổi. Loài này được Loisel. mô tả khoa học đầu tiên năm 1807.